# حقوق التصويت في الولايات المتحدة

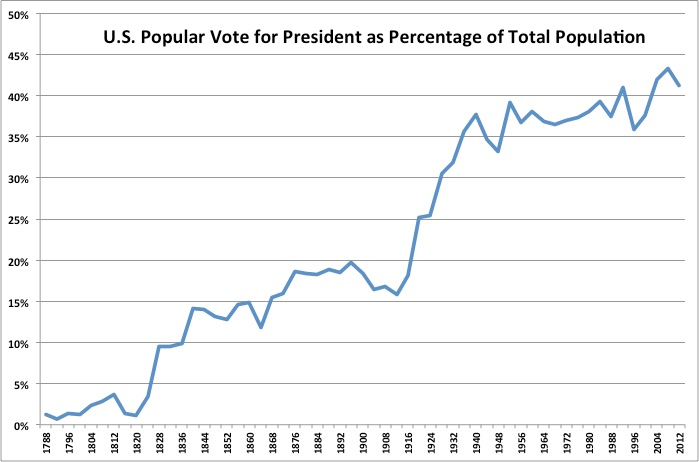

لطالما كانت مسألة حقوق التصويت الأمريكية –وتحديداً حق الانتخاب والحرمان منه عند مجموعات مختلفة– محل خلاف طوال تاريخ الولايات المتحدة.
تُطبَّق أهلية التصويت في الولايات المتحدة من خلال دستور الولايات المتحدة وقانون الولاية. تنص العديد من التعديلات الدستورية (وخصوصًا رقم 15 و19 و26) أن حقوق التصويت لا يمكن تمييزها تبعًا للعرق أو اللون أو حالة العبودية السابقة أو الجنس أو السن لمن هم فوق 18 عامًا. لم يصيغ الدستور بشكله الأصلي أي من هذه الحقوق خلال عامي 1787 و1870.
تُمنح كل ولاية سلطة تقديرية كبيرة لتحديد مؤهلات الاقتراع والترشيح ضمن ولايتها القضائية، وذلك في حالة عدم وجود قانون اتحادي أو حكم دستوري محدد، وتُنشئ الولايات والسلطات القضائية ذات المستوى الأدنى أيضًا أنظمة انتخابية، مثل انتخابات مجالس عامة أو عضو واحد لمجالس المقاطعات أو مجالس المدارس.
طُعِن في القواعد واللوائح المتعلقة بالتصويت (مثل ضريبة الاقتراع) منذ ظهور قوانين جيم كرو، والأحكام التي حرمت الأقليات العرقية من حقوقها بشكل غير مباشر. اعتُبِرت حقوق التصويت من الناحية القانونية مسألة متعلقة بأنظمة الانتخابات، وذلك منذ إصدار قانون حقوق التصويت لعام 1965 والتعديل الرابع والعشرين للدستور والقوانين المشابهة.
قضت المحكمة العليا في عام 1964 بضرورة اعتماد مجلسَي جميع الهيئات التشريعية في الولايات على الدوائر الانتخابية التي كانت متساوية نسبياً في حجم السكان، وذلك سيرًا على مبدأ «رجل واحد صوت واحد». قضت المحكمة في عام 1972 بأنه يجب على الهيئات التشريعية في الولايات إعادة تقسيم الدوائر كل عشر سنوات بناءً على نتائج التعداد. لم يعيد العديد منهم التقسيم لعقود في تلك المرحلة، فأدى ذلك إلى التحيز الريفي في كثير من الأحيان.
طُعِن في التصويت العام مرارًا وتكرارًا في حالات أخرى خاصة بالنسبة للانتخابات المحلية أو البلدية، وذلك عندما وُجد أنه يخفف من قوة التصويت للأقليات المهمة في انتهاك قانون حقوق التصويت. أنشأت العديد من المدن في أوائل القرن العشرين أشكالًا صغيرة من اللجان الحكومية اعتقادًا منها أن «الحكومة الأفضل» يمكن أن تنجم عن قمع سياسة الدوائر المحلية.
انتُخب المفوضين من قبل غالبية الناخبين باستثناء المرشحين الذين لا يستطيعون تحمل حملات كبيرة أو الذين ناشدوا الأقلية. كان الحل لمثل هذه الانتهاكات بشكل عام هو اعتماد الدوائر الفردية، واستُخدمت أنظمة الانتخابات البديلة مثل التصويت المحدود أو التصويت التراكمي أيضًا منذ أواخر القرن العشرين لتصحيح ضعف سلطة التصويت، وتمكين الأقليات من انتخاب المرشحين باختيارهم.
تضم مقاطعة كولومبيا وخمسة أقاليم رئيسية في الولايات المتحدة عضوًا واحدًا لا يحق له التصويت (في مجلس النواب الأمريكي)، وليس له تمثيل في مجلس الشيوخ الأمريكي. لا يمكن للأشخاص في الولايات المتحدة التصويت لصالح رئيس الولايات المتحدة. يمكن للناس في مقاطعة كولومبيا التصويت لصالح الرئيس بسبب التعديل الثالث والعشرين.

## النساء
بدأت حركة موازية ومنفصلة من أجل حق المرأة في الاقتراع، وكان كل من سوزان برونيل أنتوني وإليزابيث كادي ستانتون وأليس بول من بين قادة حركة الاقتراع. يبدو هذا أحيانًا أنه قد نما من الحرب الأهلية الأمريكية، وذلك عند بروز النساء كقياديات قويات في حركة الإلغاء. أصبحت النساء من الطبقة الوسطى والعليا أكثر نشاطًا على المستوى السياسي في الطبقة الشمالية أثناء الحرب وبعدها.
عُقد مؤتمر شلالات سينيكا في عام 1848، وهو أول مؤتمر لحقوق المرأة في بلدة شلالات سينيكا في نيويورك. وقّع 100 شخص بين 68 امرأة و32 رجلًا من أصل 300 شخص على إعلان المشاعر الذي حدد حركة حقوق المرأة. عُقد أول مؤتمر وطني لحقوق المرأة في عام 1850 في وورسيستر في ماساتشوستس وجذب أكثر من 1000 مشارك. عُقِد هذا المؤتمر الوطني سنويًا حتى عام 1860.
عمل كل من سوزان برونيل أنتوني وإليزابيث كادي ستانتون على تشكيل الرابطة الوطنية لحق المرأة في التصويت، وتجلّى هدفهما في مساعدة النساء للحصول على حقوق التصويت من خلال الاعتماد على الدستور. شكّلت لوسي ستون وهنري بلاكويل أيضًا جمعية حق المرأة الأمريكية في التصويت في عام 1869. ومع ذلك، ركزت الجمعية على الحصول على حقوق التصويت للنساء من خلال عملية التعديل. لم تُدمج هاتين الجمعيتين حتى عام 1890، وذلك على الرغم من أنهما كانتا تقاتلان من أجل نفس القضية لتشكيل الرابطة الوطنية لحق المرأة في التصويت. شنت الرابطة حملة من دولة إلى أخرى للحصول على حقوق التصويت للنساء بعد اندماج الجمعيتين.
كانت ولاية وايومنغ أول ولاية تمكنت فيها النساء من التصويت. كانت ولاية يوتا ثاني إقليم يسمح للنساء بالتصويت، ولكن قانون إدموندز تاكر الفيدرالي لعام 1887 ألغى حق المرأة في التصويت في الولاية. كانت كولورادو أول ولاية قائمة تسمح للنساء بالتصويت مثل الرجال، وسّعت بعض الولايات الأخرى الامتياز ليشمل النساء قبل تعديل الدستور لهذا الهدف.
نظمت أليس بول بمساعدة لوسي بيرنز والعديد من المنظمات الأخريات خلال العشرينيات من القرن الماضي فعاليات ومنظمات مثل موكب حق المرأة في حقبة الاقتراع في 1913، وحزب المرأة الوطني والحارسات الصامتات. تصاعدت الطلبات والاحتجاجات للمطالبة بحقوق الاقتراع، فمنح التصديق على التعديل التاسع عشر المرأة الحق في التصويت والمشاركة في الانتخابات الرئاسية لعام 1920.

## واشنطن العاصمة
تأسست واشنطن العاصمة كجزء من ولايتي ماريلاند وفرجينيا في عام 1801. أعيد الجزء المأخوذ من ولاية فرجينيا بناءً على طلب من السكان، وذلك بموجب قانون الكونغرس في عام 1846 لحماية العبودية، واستعادة الولاية وحقوق التصويت الفيدرالية في ذلك الجزء من فرجينيا.
لم يواصل الكونغرس قوانين التصويت في ماريلاند عندما فوّضت جزءًا من أراضيها له لاستخدامها كعاصمة للأمة. ألغى جميع الانتخابات الفيدرالية والولائية ابتداءً من عام 1802، وظلت الانتخابات المحلية قائمة في بعض الأحياء حتى عام 1871، وذلك عندما حُظِرت الانتخابات المحلية أيضًا من قبل الكونغرس الأمريكي.
إن الكونغرس الأمريكي هو الهيئة التشريعية الوطنية، وينص البند الأول من المادة 8 من الفقرة 17 بتمتع الكونغرس بالسلطة الوحيدة لممارسة الهيئة التشريعية الحصرية في جميع الحالات على عاصمة الدولة وعلى القواعد العسكرية الفيدرالية.
أظهر الكونغرس عندما مارس تشريعًا حصريًا على القواعد العسكرية الأمريكية في الولايات المتحدة وواشنطن العاصمة سلطته القوية بما يكفي لإزالة جميع حقوق التصويت. أُلغيت جميع انتخابات الولايات والانتخابات الفيدرالية من قبل الكونغرس في العاصمة، ولم تعد قوانين حقوق التصويت في ولاية ماريلاند مطبقة على العاصمة عندما تخلت ولاية ماريلاند عن تلك الأرض. لم يقر الكونغرس قوانين لتأسيس عمليات التصويت المحلية في مقاطعة كولومبيا، ويُرَد هذا الإغفال لاستراتيجية القانون للحرمان من الحقوق في مناقشات الكونغرس في حوليات الكونغرس في عامي 1800 و1801.
صوّت الكونغرس الأمريكي لاستعادة حقوق التصويت على القواعد العسكرية الأمريكية لجميع انتخابات الولايات والانتخابات الفيدرالية في عام 1986.
حصل المواطنون على حق التصويت في الانتخابات الرئاسية لعام 1961 بعد التصديق على التعديل الثالث والعشرين، وهو الحد الوحيد المعروف لسلطات الكونغرس الأمريكي مما يجبر الكونغرس على تطبيق التعديلات رقم 14 و15 و19 و24 و26 لأول مرة في الانتخابات الرئاسية. مثّل النائب جون تشو توماس مواطني ولاية ماريلاند والأراضي المحولة في واشنطن العاصمة في عام 1801 في نفس العام في الدوائر الانتخابية الثانية، وويليام كرايك في الدوائر الانتخابية الثالثة. أُعيد رسم هذه الدوائر الانتخابية في ولاية ماريلاند بالولايات المتحدة وأُزيلت من واشنطن العاصمة.

## الشباب
فازت الحركة الثالثة للمطالبة بحقوق التصويت في الستينيات لخفض سن التصويت من واحد وعشرين إلى ثمانية عشر عامًا. لاحظ النشطاء أن معظم الشباب الذين بُعثوا للقتال في حرب فيتنام كانوا أصغر من أن يكون لهم أي صوت في اختيار القادة الذين كانوا يرسلونهم للقتال. كانت بعض الولايات قد خفضت بالفعل سن التصويت ولا سيما جورجيا وكنتاكي وهاواي، وقد سمحت بالفعل لأشخاص تقل أعمارهم عن الواحد والعشرين بالتصويت.
يحظر التعديل السادس والعشرون الذي صُدِّق في عام 1971 القوانين الفيدرالية وقوانين الولايات التي تحدد الحد الأدنى لسن التصويت بأكثر من 18 عامًا. لم تصوّت أي ولاية لتخفيض سن التصويت، وذلك على الرغم من مناقشة بعض حكومات الولايات لذلك.
سمحت ولاية كاليفورنيا منذ الثمانينات للأشخاص الذين تبلغ أعمارهم 17 سنة بالتسجيل للتصويت في الانتخابات التي ستجري في عيد ميلادهم الثامن عشر أو بعده، وتسمح العديد من الولايات (مثل ولاية إنديانا) بالتصويت في الانتخابات الأولية لمن يبلغ عمره 17 عامًا، وذلك لأنه سيصبح 18 عامًا خلال الانتخابات العامة.

## السجناء
يختلف تعريف حقوق التصويت للسجناء من قبل الولايات الفردية والقوانين من ولاية إلى أخرى. تسمح بعض الدول للأفراد فقط تحت المراقبة بالتصويت. يسمح البعض الآخر للأفراد بالإفراج المشروط والمراقبة. استمرت ولايات فلوريدا وكنتاكي وفيرجينيا فقط في إنكار حق التصويت لجميع المواطنين الذين يملكون سجل جناية اعتبارًا من عام 2012، وذلك في غياب الحقوق التي يمنحها الحاكم أو الهيئة التشريعية للولاية.
أعادت الهيئة التشريعية لولاية فلوريدا حقوق التصويت للمجرمين المدانين الذين قضوا عقوباتهم في عام 2007. عكس الحاكم ريك سكوت إصلاحات عام 2007 في آذار/مارس في عام 2011. وقّع تشريعًا يحرم المواطنين المدانين بشكل دائم من حقوقهم، وصوّت سكان فلوريدا لاستعادة حقوق التصويت لحوالي 1.4 مليون مجرم من الذين أكملوا حكمهم بعد استفتاء عام 2018.
أصدر حاكم ولاية أيوا توم فيلساك أمرًا تنفيذيًا باستعادة حق التصويت لجميع الأشخاص الذين أكملوا وصايتهم في تموز/يوليو في عام 2005. أيدت المحكمة العليا في ولاية أيوا إعادة الانتخاب الجماعي للمجرمين المدانين في 31 تشرين الأول/أكتوبر في عام 2005. يوجد تسع دول أخرى تحرم المجرمين من حق الانتخاب لفترات زمنية مختلفة بعد الانتهاء من فترة المراقبة أو الإفراج المشروط.
تتناقض الممارسات في الولايات المتحدة مع بعض الدول الأوروبية التي تسمح للسجناء بالتصويت، بينما تفرض الدول الأوروبية الأخرى قيودًا على التصويت أثناء قضاء عقوبة السجن لكن ليس بعد الإفراج عنه. سُمِح للسجناء بالتصويت في كندا منذ عام 2002.
تملك الولايات المتحدة نسبة أعلى من سكانها في السجن من أي دولة غربية أخرى وأكثر من روسيا أو الصين. أدى الارتفاع الكبير في معدل الحبس في الولايات المتحدة –بنسبة 500 ٪ من السبعينيات إلى التسعينيات– إلى زيادة كبيرة في عدد الأشخاص المحرومين بسبب أحكام المجرمين.
ذكر مشروع إصدار الأحكام عن حرمان ما يقدر بحوالي 5.9 مليون أمريكي من حق التصويت بسبب إداناتهم اعتبارًا من عام 2010، وهو ما يعادل 2.5٪ من السكان الذين يُسمح لهم بالتصويت في الولايات المتحدة، وزيادة حادة من 1.2 مليون شخص محرومين من الحقوق في عام 1976.